# Trithemis persephone
Trithemis persephone är en trollsländeart som beskrevs av Friedrich Ris 1912. Trithemis persephone ingår i släktet Trithemis och familjen segeltrollsländor. Inga underarter finns listade i Catalogue of Life.